# Fertőboz
Fertőboz là một thị trấn thuộc hạt Győr-Moson-Sopron, Hungary. Thị trấn này có diện tích 13,63 km², dân số năm 2010 là 252 người, mật độ 18 người/km².